# سارو گتزویان
سارو گتزویان ( انگلیسی: Saro Getzoyan؛ زادهٔ nil) مهندسی نرم‌افزار ارمنی‌تبار اهل ایالات متحده آمریکا است که در سال ۲۰۰۷ در World Series of Poker برنده مبلغ جایزه ۵۰۰۰ هزار دلار شد

## زندگی‌نامه
وی در در لکسینگتون، ماساچوست به دنیا آمد و با مدرک Undergraduate degree از ام‌آی‌ای و با مدرک کارشناسی ارشد از دانشگاه نیویورک فارغ‌التحصیل گشت. .